# Fespa
A FESPA (korábban: The Federation of European Screen Printers Associations) a szitanyomó, grafikai-, textil- és digitális nyomdai nemzeti szövetségek világszervezete. Az egyesületi munkán túl vezető szerepet tölt be az iparág kiállításainak, és globális rendezvényinek területén. Nonprofit szervezetként, a tevékenysége során keletkező hasznot a tagszervezetein keresztül visszajuttatja az iparágba, konferenciákon, kiadványokon, kutatásfinanszírozásokon keresztül.
Eredetileg a FESPA elnevezés a'The Federation of European Screen Printing Associations'-ból származik (Európai Szitanyomók Szövetségeinek a Föderációja), de a digitális nyomtatás elterjedésével a FESPA szó elhagyta eredeti jelentését, mint kiállítás szervező, az egész világon jól csengő brand.

## Története
A FESPA-t 1962-ben alapították. Nyolc nyugat-európai ország szitanyomó szövetsége hozta létre Koppenhágában. A FESPA elnökei sorrendben: 1962-1968 R. Levisson (Netherlands) 1968-1975 E. Meissner (Germany) 1975-1979 W.Rayment (UK) 1979-1984 I. Back (Netherlands) 1984-1988 Derek Down (UK) 1988-1992 Michael Dornberger (Germany) 1992-1996 Lascalle Barrow (UK) 1996-1999 Michel Caza (France) 1999-2000 C. Berg (Netherlands) 2000-2002 Michel Caza (France) 2002-2005 Ricardo Rodriguez Delgado (Spain) 2005-2007 Helmuth Frei (Germany) 2007-2010 Anders Nilson (Sweden) 2010-2013 György Kovács (Hungary)

## Célkitűzései
- A tapasztalatot és tudást közvetíteni a tagjai között.
- Kiadványaival, rendezvényeivel és szolgáltatásival elősegíteni a tagok számára az elérhető legmagasabb színvonalú technológiák megismerését.
- Népszerűsíteni a különleges, kreatív és innovatív nyomdai megoldásokat,
- Az iparág vezető kiállítás és rendezvény szervezője

## Visszaforgatás
Egyedülálló módon a FESPA a tevékenysége során termelt hasznot teljes egészében visszaforgatja az iparágba. A FESPA Project Bizottsága létrejötte óta több mint 500 olyan projektet – részben vagy egészen – finanszírozott melyre a kérés a 37 tagország bármelyikéből érkezett. Ezen az úton nyújt segítséget a nemzeti szövetségeinek, a szakmai továbbképzések, konferenciák és szemináriumok szervezésében, kiadványok létrehozásában.

## Kutatás
A FESPA kutatásokat végez és publikál a piaci trendekről, változásokról, a nyomdaipar új lehetőségeiről: The Wide Survey 2007 The World Wide Survey 2008 the Economy Survey 2009 – valamennyi az InfoTrends-el a világ vezető kutató szervezetével együttműködésben született – a tanulmányok díjtalanul elérhetőek valamennyi tagszövetség, tehát a nemzeti szövetségek tagjai számára.

## FESPA Sensations effekt katalógus
2007-ben létrehozott egy páratlan kiadványt, a "FESPA Sensations" effekt katalógust. A kiadványban példákon keresztül nem csak látható, de megtapintható a szitanyomással létrehozható különleges hatások csaknem teljes köre, amelyekkel a hagyományos nyomdai termékeket lehet egy magasabb minőségi szintre emelni. A kiadvány az effektek bemutatásával népszerűsíti a szitanyomást, egy remek marketing eszköz a szitanyomók kezében, de egyúttal ötleteket ad a hagyományos nyomdáknak és kreatív grafikusoknak egyaránt.
A FESPA weboldala nem csak információkat közöl a szervezet mindennapi tevékenységéről, hanem egy pótolhatatlan kommunikációs eszköz is s tagországok tagjai között.

## FESPA Awards
Minden nagy FESPA kiállítás elmaradhatatlan rendezvénye a FESPA Awards, ami lehetőséget ad valamennyi tagnak, hogy beküldjék a mestermunkáikat. Akár szita, akár digitális nyomatokat – legutóbb 20-20 kategóriában – amelyekből szakavatott nemzetközi zsűri választja ki a legjobb hármat, sőt az abszolút elsőt is – a legjobbat a legjobbak közül. A nevezett nyomatok az aktuális kiállítás egy méltó helyén megtekinthetők. A FESPA Awards díjkiosztója a nagy kiállítások egyik fontos és látványos rendezvénye.

## Tanulmány a környezettudatos nyomtatásról
A FESPA egyik legnagyobb vállalkozása és sikere, hogy létrehozott egy tanulmányt a környezettudatos nyomtatásról. 2009-ben készült el, és azóta folyamatosan frissíti a szerkesztő bizottság. Követi az Európai Unió és a meghatározó gazdasági térségek idevonatkozó szabályozásának a változásait. Az útmutatásait követve könnyebben megszerezhető az EMAS vagy akár az ISO 14001 akkreditáció.